# Josef Kremmer
Johann Adolf Joseph Kremmer (* 10. Januar 1886 in Wanfried; † 14. April 1976 in Gersfeld) war ein deutscher NSDAP-Politiker und Landrat im Rheingaukreis.

## Leben
Johann Adolf Joseph Kremmer wurde als Sohn des Wanfrieder Gastwirts Joseph Kremmer geboren. Nach dem Besuch des Gymnasiums Fulda (Obersekundarreife) begann er 1906 eine Ausbildung bei der Oberpostdirektion Kassel und war nach der ersten Fachprüfung in verschiedenen Postämtern tätig, bis er 1914 im kriegsbedingten Feldpostwesen eingesetzt wurde. Nach dem Krieg kam er 1919 zum Postscheckamt Frankfurt am Main, legte 1920 die Prüfung für den gehobenen Postverwaltungsdienst ab und war dort bis 1933 als Postinspektor tätig. In dieser Zeit lernte er den Postbediensteten und späteren NSDAP-Gauleiter Jakob Sprenger kennen, mit dem er eng zusammenarbeitete. Diesem hatte er die spätere Ernennung zum Landrat zu verdanken.
Zum 1. März 1930 trat er in die NSDAP ein (Mitgliedsnummer 215.260), wo er Leiter der Beamtenabteilung des NSDAP-Gaues Nassau-Süd wurde. Im Jahr 1933 kam er als Stadtverordneter der NSDAP in den Frankfurter Römer. Am 26. April 1933 erhielt er den Auftrag, die Gleichschaltung der Beamtenorganisationen der Provinz Hessen-Nassau zu organisieren. Dabei wurde er zum Bundeswart des Deutschen Beamtenbundes für dieses Gebiet berufen.
Am 24. Oktober wurde ihm die vertretungsweise Verwaltung des Landratsamtes des Rheingaukreises übertragen und am 28. Februar 1934 erhielt er die Ernennung zum kommissarischen Leiter der Verwaltung. Die definitive Übertragung dieses Amtes folgte am 20. Juli 1934. In dieser Funktion war er zugleich Kreisleiter der NSDAP. Am 31. Juli 1937 wurde er zum Bürgermeister (Erster Beigeordneter) der Stadt Frankfurt ernannt. Wieder war Gauleiter Sprenger an der Personalentscheidung beteiligt. Kremmer löste den zum stellvertretenden NSDAP-Gauleiter in Hessen-Nassau berufenen Karl Linder ab.
Gegen Kriegsende setzte sich Kremmer Anfang 1945 an seinen Geburtsort nach Nordhessen ab, wo er im Mai 1945 verhaftet wurde. Bereits einen Monat zuvor war er vom neuen Frankfurter Bürgermeister seines Amtes enthoben worden. Im Juni wurde er auf Befehl der amerikanischen Militärregierung offiziell entlassen. Bis zur Eröffnung seines Spruchkammerverfahrens 1948 blieb er in verschiedenen Lagern interniert. In Kremmers Abwesenheit hatte der Frankfurter Hauptuntersuchungsausschuss inzwischen entschieden, dass eine Weiterbeschäftigung unmöglich sei, denn Kremmer sei alter Nationalsozialist, habe für sein Amt nicht die nötige Vorbildung gehabt und es nur wegen seiner Tätigkeit für die NSDAP erhalten. Die Spruchkammer stufte ihn in ihrem Spruch als Belasteten ein, was den Verlust seiner Rentenansprüche bedeutete.
Gegen diese Entscheidung wehrte er sich mit mehreren Klagen. Noch 1957 vertrat die beklagte Stadt Frankfurt den Standpunkt, Kremmer stehe nur ein Ruhegehalt aus seinem Beamtenverhältnis bei der Post zu.
Er starb 90-jährig in Gersfeld in der Rhön.